# Secrets of the Wasteland
Secrets of the Wasteland è un film del 1941 diretto da Derwin Abrahams.
È un western statunitense a sfondo avventuroso con William Boyd, Andy Clyde e Brad King. È uno degli oltre 60 film western facenti parte della serie con protagonista Hopalong Cassidy (interpretato da Boyd), personaggio creato dallo scrittore Clarence E. Mulford in una serie di racconti brevi e romanzi pubblicati a partire dal 1904.
Secrets of the Wasteland fu uno dei tentativi, insieme a pochi altri, della produzione di staccare il personaggio di Hopalong dall'usuale ambientazione western.

## Trama
Hopalong Cassidy e i suoi due aiutanti California e Johnny sono impegnati in una spedizione archeologica.

## Produzione
Il film, diretto da Derwin Abrahams su una sceneggiatura di Gerald Geraghty e un soggetto di Harry Sinclair Drago, fu prodotto da Harry Sherman. tramite la Harry Sherman Productions e girato nelle Alabama Hills a Lone Pine, in California.

## Distribuzione
Il film fu distribuito negli Stati Uniti dal 15 novembre 1941 al cinema dalla Paramount Pictures.
Altre distribuzioni:
- in Danimarca (Ørkenmysteriet)
- in Grecia (To mystiko tis hamenis horas)

## Promozione
Tra le tagline:
- THUNDERING HEADLONG TO HIS MOST PERILOUS JOB!
- Across the wastelands races Hopalong to battle the Ghost Killers! They strike in the dark... and disappear! They rob... and vanish! But leave it to Cassidy... he's got a trick or two up his sleeve!
- "Lady, better not try to tame a maverick like me!"